# 基塞爾
基塞爾（羅馬化：kysil，羅馬化：kisel）是一種用水果製作的甜點。基塞爾形狀粘稠，做法是在果汁中加入糖、玉米粉或馬鈴薯粉等成分。有時還會加入紅葡萄酒和水果乾。基塞爾既可冷食也可熱食，可以和奶渣、水果布丁、烤博餅或冰淇淋一起食用。在俄羅斯和烏克蘭，基塞爾的澱粉量通常比較少，可以直接飲用。基塞爾廣泛流行在東歐地區。